# Nátrium-polonid
A nátrium-polonid kémiai vegyület, képlete Na2Po. A polónium kémiailag legstabilabb vegyületei közé tartozik.

## Előállítása
A nátrium-polonidot fém nátrium és folyékony hidrogén-polonid sav-bázis reakciójával lehet előállítani:
H2Po + 2 Na → Na2Po + H2
Elő lehet állítani nátrium és polónium keverékének  300–400 °C történő hevítésével is.

## Kristályszerkezete
A nátrium-polonid antifluorit rácsban kristályosodik.

## Fordítás
Ez a szócikk részben vagy egészben  a   Sodium polonide című angol Wikipédia-szócikk ezen változatának fordításán alapul.  Az eredeti cikk szerkesztőit annak laptörténete sorolja fel. Ez a jelzés csupán a megfogalmazás eredetét és a szerzői jogokat jelzi, nem szolgál a cikkben szereplő információk forrásmegjelöléseként.